# Joe Murray
Joe Murray né le 3 mai 1961 à San José (Californie) est animateur américain, réputé pour être le créateur de Rocko's Modern Life et Camp Lazlo.

## Carrière

### Ses débuts
Durant son enfance à San José, Joe Murray s'intéressa à une carrière d'artiste à seulement l'âge de trois ans. Une fois en maternelle, son institutrice convoqua sa mère pour l'informer que Joe était le seul de sa classe à dessiner des pantalons, des braguettes et des seins sur ses personnages. Murray évoque son professeur de l'école d'art professionnel Leland d'avoir été un modèle pour lui.
Jeune adulte, il a été engagé comme designer dans une agence. Murray s'est investi dans des films animés indépendants. À 20 ans, Murray fonda sa propre compagnie d'animation, les 'Studios Joe Murray' (Joe Murray Studios) en 1981, l'époque où il restera à l'université.
En 1988, il a rejoint MTV en tant qu'animateur. Il aura quitté la chaine en 1991 dans l'espoir de débuter dans ses propres projets.

### My Dog Zero
"My Dog Zero," créé en 1992, fut le troisième film en couleur de Murray. Il voulait d'abord en faire une série animée et en vendre les droits d'auteur. Mais cette série a dérivée en une autre émission intitulée Rocko's Modern Life.

### Rocko's Modern Life
Le dessin animé Rocko's Modern Life, sera passé sur la chaine Nickelodeon de 1993 à 1996.

### Camp Lazlo
Murray décida, par la suite, de faire son grand retour dans la production mais, cette fois-ci, il dépensera son temps aux studios Cartoon Network. En 2005, Camp Lazlo a vu le jour avec 13 épisodes et une toute première saison. Le dessin animé s'arrêtera au bout de cinq saisons en novembre 2007.
Le 8 septembre 2007, le film animé "Où Est Lazlo ?" gagne un Emmy pour une bonne audience télévisuelle (aux environs d'une heure).